# Smoligowka (obwód smoleński)
Smoligowka (ros. Смолиговка) – wieś (ros. деревня, trb. dieriewnia) w zachodniej Rosji, w osiedlu wiejskim Czistikowskoje rejonu rudniańskiego w obwodzie smoleńskim.

## Geografia
Miejscowość położona jest nad Jelenką, 23,5 km od granicy z Białorusią, 2 km od najbliższej stacji kolejowej (Gołynki), przy drodze federalnej R120 (Orzeł – Briańsk – Smoleńsk – granica z Białorusią), 12 km od drogi magistralnej M1 «Białoruś», 15,5 km od centrum administracyjnego osiedla wiejskiego (Czistik), 21 km od centrum administracyjnego rejonu (Rudnia), 44,5 km od Smoleńska.
W granicach miejscowości znajdują się ulice: Centralnaja, Kalinina, Lesnaja, Sadowaja.

## Demografia
W 2010 r. miejscowość zamieszkiwało 530 osób.

## Historia
W czasie II wojny światowej od lipca 1941 roku wieś była okupowana przez hitlerowców. Wyzwolenie nastąpiło w październiku 1943 roku.
Uchwałą z dnia 20 grudnia 2018 roku w skład jednostki administracyjnej Czistikowskoje weszły wszystkie miejscowości zlikwidowanego osiedla wiejskiego Smoligowskoje (w tym Smoligowka – siedziba tegoż).